# Johannes van Biesen
Johannes van Biesen (Amsterdam, 23 augustus 1892 – Arnhem, 14 december 1968) was een Nederlands architect.
Hij werkte vanaf 1920 tot in de jaren vijftig in dienst van de gemeente Arnhem, waar hij zich ontwikkelde tot de meest productieve gemeentearchitect van die periode. Van Biesen ontwierp onder meer scholen, transformatorhuisjes, een watertoren en gedenktekens. Zijn werk vertoonde invloeden van De Stijl, de Amsterdamse School en later de Delftse School, zonder dat hij zich strikt aan één van deze stromingen verbond. Tot zijn bekendste ontwerpen behoren het Stedelijk Gymnasium, het Thorbeckelyceum en diverse transformatorhuisjes in de wijken rond het centrum van Arnhem. In de jaren dertig verwierf hij bekendheid met scholenbouw en ontwierp hij onder andere de Centrale ULO. Na de Tweede Wereldoorlog realiseerde hij talrijke schoolgebouwen volgens gestandaardiseerde ontwerpen. Van Biesen ging in 1957 met pensioen en bleef zich daarna bezighouden met tekenen en schilderen.
- Biografisch Portaal: 94047831
- Library of Congress Control Number: n99281264
- Nederlandse Thesaurus van Auteursnamen: 182948080
- RKD-Nederlands Instituut voor Kunstgeschiedenis: 353559
- Virtual International Authority File: 70727350